# Pop Is Dead
"Pop Is Dead" és un senzill de la banda britànica Radiohead que no pertany a cap àlbum. Fou publicat l'any 1993, diversos mesos després de la publicació del seu disc de debut Pablo Honey, però curiosament va aconseguir l'èxit abans que "Creep", primer senzill de l'àlbum. La cançó va arribar a la 42a posició de la llista britànica de senzills. També hi anava inclòs un videoclip que la banda va filmar en el monument del Neolític Wayland's Smithy, a Oxfordshire.

## Llista de cançons
1. "Pop Is Dead" − 2:13
2. "Banana Co. (Acoustic)" − 2:27
3. "Creep (Live)" − 4:11
4. "Ripcord (Live)" − 3:08